# Susanne Gossick
Susanne Gossick   (Chicago, 12 de novembre de 1947) és una saltadora estatunidenca, ja retirada, que va competir durant la dècada de 1960.
El 1964 va prendre part en els Jocs Olímpics d'Estiu de Tòquio, on fou quarta en la prova del salt de trampolí de 3 metres del programa de salts. Quatre anys més tard, als Jocs de Ciutat de Mèxic, guanyà la medalla d'or en la mateixa prova. Aquest triomf li va valer per ser escollida "Woman of the Year” pel Los Angeles Times.
En el seu palmarès també destaca una medalla d'or als Jocs Panamericans de 1967, així com tres campionats de l' AAU. El 1988 fou inclosa a l'International Swimming Hall of Fame.